# Puchar Świata w narciarstwie alpejskim kobiet 2001/2002
Puchar Świata w narciarstwie alpejskim kobiet sezon 2001/2002 to 36. edycja tej imprezy. Cykl ten rozpoczął się w austriackiej miejscowości Sölden 27 października 2001 roku, a zakończył 10 marca 2002 roku w austriackim Altenmarkt.

## Podium zawodów
| Lp.                                                   | Data                 | Miejscowość       | Konkurencja | 1. Miejsce                      | 2. Miejsce                       | 3. Miejsce                          |
| ----------------------------------------------------- | -------------------- | ----------------- | ----------- | ------------------------------- | -------------------------------- | ----------------------------------- |
| 1.                                                    | 27 października 2001 | Sölden            | gigant      | Michaela Dorfmeister            | Sonja Nef                        | Régine Cavagnoud                    |
| 2.                                                    | 21 listopada 2001    | Copper Mountain   | gigant      | Andrine Flemmen                 | Allison Forsyth                  | Sonja Nef                           |
| 3.                                                    | 22 listopada 2001    | Copper Mountain   | slalom      | Laure Pequegnot                 | Christine Sponring               | Carina Raich                        |
| 4.                                                    | 29 listopada 2001    | Lake Louise       | zjazd       | Isolde Kostner                  | Michaela Dorfmeister             | Corinne Rey-Bellet                  |
| 5.                                                    | 30 listopada 2001    | Lake Louise       | zjazd       | Isolde Kostner                  | Sylviane Berthod                 | Michaela Dorfmeister                |
| 6.                                                    | 1 grudnia 2001       | Lake Louise       | supergigant | Petra Haltmayr                  | Carole Montillet                 | Caroline Lalive                     |
| 7.                                                    | 9 grudnia 2001       | Sestriere         | slalom      | Anja Pärson                     | Tanja Poutiainen                 | Sonja Nef                           |
| 8.                                                    | 15 grudnia 2001      | Val d’Isère       | supergigant | Hilde Gerg                      | Renate Götschl                   | Tanja Schneider                     |
| 9.                                                    | 16 grudnia 2001      | Val d’Isère       | gigant      | Sonja Nef                       | Anja Pärson                      | Michaela Dorfmeister                |
| 10.                                                   | 21 grudnia 2001      | Sankt Moritz      | zjazd       | Sylviane Berthod                | Isolde Kostner                   | Corinne Rey-Bellet                  |
| 11.                                                   | 22 grudnia 2001      | Sankt Moritz      | supergigant | Karen Putzer                    | Daniela Ceccarelli               | Kirsten Lee Clark Stefanie Schuster |
| 12.                                                   | 28 grudnia 2001      | Lienz             | gigant      | Lilian Kummer                   | Karen Putzer                     | Ylva Nowén Anja Pärson              |
| 13.                                                   | 29 grudnia 2001      | Lienz             | slalom      | Anja Pärson                     | Monika Bergmann Kristina Koznick |                                     |
| 14.                                                   | 4 stycznia 2002      | Maribor           | gigant      | Sonja Nef                       | Tina Maze                        | Stina Hofgård Nilsen                |
| 15.                                                   | 5 stycznia 2002      | Maribor           | slalom      | Anja Pärson                     | Kristina Koznick                 | Laure Pequegnot                     |
| 16.                                                   | 6 stycznia 2002      | Maribor           | slalom      | Anja Pärson                     | Laure Pequegnot                  | Sonja Nef                           |
| 17.                                                   | 11 stycznia 2002     | Saalbach          | zjazd       | Hilde Gerg                      | Pernilla Wiberg                  | Isolde Kostner                      |
| 18.                                                   | 12 stycznia 2002     | Saalbach          | zjazd       | Hilde Gerg                      | Renate Götschl                   | Michaela Dorfmeister                |
| 19.                                                   | 13 stycznia 2002     | Saalbach          | slalom      | Laure Pequegnot                 | Sonja Nef                        | Ylva Nowén                          |
| 20.                                                   | 13 stycznia 2002     | Saalbach          | kombinacja  | Renate Götschl                  | Janica Kostelić                  | Michaela Dorfmeister                |
| 21.                                                   | 19 stycznia 2002     | Berchtesgaden     | gigant      | Michaela Dorfmeister            | Stina Hofgård Nilsen             | Geneviève Simard                    |
| 22.                                                   | 20 stycznia 2002     | Berchtesgaden     | slalom      | Kristina Koznick Marlies Oester |                                  | Janica Kostelić                     |
| 23.                                                   | 25 stycznia 2002     | Cortina d’Ampezzo | supergigant | Hilde Gerg                      | Renate Götschl                   | Alexandra Meissnitzer               |
| 24.                                                   | 26 stycznia 2002     | Cortina d’Ampezzo | zjazd       | Renate Götschl                  | Isolde Kostner                   | Daniela Ceccarelli                  |
| 25.                                                   | 27 stycznia 2002     | Cortina d’Ampezzo | gigant      | Stina Hofgård Nilsen            | Andrine Flemmen                  | Karen Putzer                        |
| 26.                                                   | 31 stycznia 2002     | Åre               | gigant      | Michaela Dorfmeister            | Anja Pärson                      | Sonja Nef                           |
| 27.                                                   | 2 lutego 2002        | Åre               | zjazd       | Renate Götschl                  | Selina Heregger                  | Isolde Kostner                      |
| 28.                                                   | 3 lutego 2002        | Åre               | slalom      | Laure Pequegnot                 | Kristina Koznick                 | Ylva Nowén                          |
| 29.                                                   | 3 lutego 2002        | Åre               | kombinacja  | Renate Götschl                  | Janette Hargin                   | Selina Heregger                     |
| 19. Zimowe Igrzyska Olimpijskie 2002 – Salt Lake City |                      |                   |             |                                 |                                  |                                     |
| 30.                                                   | 2 marca 2002         | Lenzerheide       | zjazd       | Corinne Rey-Bellet              | Mélanie Suchet                   | Hilde Gerg                          |
| 31.                                                   | 6 marca 2002         | Altenmarkt        | zjazd       | Michaela Dorfmeister            | Caroline Lalive                  | Mélanie Suchet                      |
| 32.                                                   | 7 marca 2002         | Altenmarkt        | supergigant | Michaela Dorfmeister            | Alexandra Meissnitzer            | Hilde Gerg                          |
| 33.                                                   | 9 marca 2002         | Altenmarkt        | gigant      | Sonja Nef                       | Anna Ottosson                    | Tanja Poutiainen                    |
| 34.                                                   | 10 marca 2002        | Altenmarkt        | slalom      | Janica Kostelić                 | Anja Pärson                      | Ylva Nowén                          |

## Klasyfikacje
| Lp. | Zawodniczka          | Punkty |
| --- | -------------------- | ------ |
| 1.  | Michaela Dorfmeister | 1271   |
| 2.  | Renate Götschl       | 931    |
| 3.  | Sonja Nef            | 904    |
| 4.  | Hilde Gerg           | 847    |
| 5.  | Anja Pärson          | 840    |
| 6.  | Isolde Kostner       | 641    |
| 7.  | Corinne Rey-Bellet   | 618    |
| 8.  | Kristina Koznick     | 612    |
| 9.  | Laure Pequegnot      | 597    |
| 10. | Ylva Nowén           | 551    |

| Lp. | Zawodniczka          | Punkty |
| --- | -------------------- | ------ |
| 1.  | Isolde Kostner       | 568    |
| 2.  | Michaela Dorfmeister | 469    |
| 3.  | Corinne Rey-Bellet   | 414    |
| 4.  | Hilde Gerg           | 412    |
| 5.  | Renate Götschl       | 408    |
| 6.  | Sylviane Berthod     | 346    |
| 7.  | Mélanie Suchet       | 304    |
| 8.  | Selina Heregger      | 268    |
| 9.  | Brigitte Obermoser   | 242    |
| 10. | Pernilla Wiberg      | 208    |

| Lp. | Zawodniczka             | Punkty |
| --- | ----------------------- | ------ |
| 1.  | Hilde Gerg              | 355    |
| 2.  | Alexandra Meissnitzer   | 248    |
| 3.  | Michaela Dorfmeister    | 212    |
| 4.  | Renate Götschl          | 210    |
| 5.  | Karen Putzer            | 192    |
| 6.  | Caroline Lalive         | 167    |
| 7.  | Daniela Ceccarelli      | 158    |
| 8.  | Stefanie Schuster       | 137    |
| 9.  | Carole Montillet-Carles | 129    |
| 10. | Tanja Schneider         | 122    |

| Lp. | Zawodniczka          | Punkty |
| --- | -------------------- | ------ |
| 1.  | Sonja Nef            | 574    |
| 2.  | Michaela Dorfmeister | 494    |
| 3.  | Anja Pärson          | 360    |
| 4.  | Andrine Flemmen      | 335    |
| 5.  | Stina Hofgård Nilsen | 330    |
| 6.  | Karen Putzer         | 324    |
| 7.  | Allison Forsyth      | 303    |
| 8.  | Tina Maze            | 224    |
| 9.  | Ylva Nowén           | 223    |
| 10. | Tanja Poutiainen     | 219    |

| Lp. | Zawodniczka      | Punkty |
| --- | ---------------- | ------ |
| 1.  | Laure Pequegnot  | 597    |
| 2.  | Kristina Koznick | 518    |
| 3.  | Anja Pärson      | 480    |
| 4.  | Sonja Nef        | 330    |
| 5.  | Ylva Nowén       | 328    |
| 6.  | Christel Pascal  | 312    |
| 7.  | Tanja Poutiainen | 301    |
| 8.  | Monika Bergmann  | 264    |
| 9.  | Marlies Oester   | 261    |
| 10. | Sarah Schleper   | 254    |

| Lp. | Zawodniczka          | Punkty |
| --- | -------------------- | ------ |
| 1.  | Renate Götschl       | 200    |
| 2.  | Michaela Dorfmeister | 95     |
| 3.  | Brigitte Obermoser   | 82     |
| 4.  | Janette Hargin       | 80     |
| 4.  | Janica Kostelić      | 80     |
| 6.  | Stefanie Schuster    | 66     |
| 7.  | Selina Heregger      | 60     |
| 8.  | Daniela Ceccarelli   | 54     |
| 9.  | Hilde Gerg           | 50     |
| 10. | Catherine Borghi     | 47     |

| Lp. | Państwo           | Punkty |
| --- | ----------------- | ------ |
| 1.  | Austria           | 5279   |
| 2.  | Szwajcaria        | 2855   |
| 3.  | Włochy            | 2401   |
| 4.  | Szwecja           | 2278   |
| 5.  | Francja           | 2134   |
| 6.  | Stany Zjednoczone | 2087   |
| 7.  | Niemcy            | 1998   |
| 8.  | Norwegia          | 1167   |
| 9.  | Kanada            | 896    |
| 10. | Słowenia          | 755    |